# Het witte bloed (film)
Het witte bloed is een Vlaamse film voor het eerst uitgebracht in 1992, gebaseerd op het gelijknamige album uit 1986 uit de stripreeks De Kiekeboes. Een herwerkte versie van de film werd op DVD uitgebracht bij album 99, Mona, de musical, op 15 oktober 2003.

## Verhaal
Op weg naar camping Het Nieuwe Paradijs voor twee weken welverdiende vakantie rijdt Kiekeboe een vreemde man aan. Uit de opgelopen hoofdwonde sijpelt wit bloed.

## Rolverdeling
| Acteur                  | Personage                | Opmerkingen                                                       |
| ----------------------- | ------------------------ | ----------------------------------------------------------------- |
| Dirk Bosschaert         | Marcel Kiekeboe          |                                                                   |
| Anne Mie Gils           | Charlotte Kiekeboe       |                                                                   |
| Anne Somers             | Fanny Kiekeboe           |                                                                   |
| Ynte Gilis              | Konstantinopel Kiekeboe  |                                                                   |
| Herwig Ilegems          | Leon Van der Neffe       | Buurman Kiekeboe                                                  |
| Riet Van Gool           | Carmella Van der Neffe   | Vrouw van Van der Neffe                                           |
| Hendrik Aerts           | Joeksel Van der Neffe    | Zoon van Van der Neffe                                            |
| Dorothée Van Den Berghe | Froefroe Van der Neffe   | Dochter van Van der Neffe                                         |
| Gerd De Ley             | Fernand Goegebuer        | Overbuur Kiekeboe                                                 |
| Ketty Van de Poel       | Thea Traal               | Vriendin Fernand                                                  |
| Luc Philips             | Vladimir Hikkel          |                                                                   |
| Ben Rottiers            | Mikal                    |                                                                   |
| Annie Geeraerts         | Jozefien Kiekeboe        | Moemoe                                                            |
| Jenny Tanghe            | Zuster Bloedwijn         |                                                                   |
| Martin Van Zundert      | Dokter Van Pier          |                                                                   |
| Ann Ceurvels            | Mona                     |                                                                   |
| Frans Van De Velde      | Inspecteur Sapperdeboere |                                                                   |
| Bob Stijnen             | Balthazar                |                                                                   |
| Wim Opbrouck            | Gustaaf                  | Verpleger 1                                                       |
| Marcel Hertogs          |                          | Verpleger 2                                                       |
| Jef De Smedt            |                          | Patiënt                                                           |
| Merho                   | Vampier                  | (Cameo)                                                           |
| Walter Merhottein       | Vampier                  | (Cameo, broer van Merho en bedenker van het Kiekenboe poppenspel) |